# Neocosmospora parva
Neocosmospora parva är en svampart som beskrevs av Mahoney 1976. Neocosmospora parva ingår i släktet Neocosmospora och familjen Nectriaceae.   Inga underarter finns listade i Catalogue of Life.